# Чжурчжэни
Чжурчжэ́ни (чжуличжэнь, нюйчжэнь, нюйчжи, кит. трад. 女眞, упр. 女真, пиньинь nǚzhēn) — племена кочевников, тунгусского происхождения, в другом источнике народ маньчжурского происхождения (династия Цзинь), населявшие в X—XV веках территорию Маньчжурии, Центрального и Северо-Восточного Китая (в том числе территорию нынешнего автономного района Внутренняя Монголия), Северной Кореи и Приморья.
Чжурчжэни говорили на чжурчжэньском языке тунгусо-маньчжурской группы.
Крупнейшее государство чжурчжэней — Цзинь (иногда Кин) — существовало с 1115 год по 1234 год. Родственный им народ — эвенки (тунгусы). Потомками чжурчжэней также являются удэгейцы.

## Этноним
Значение слова «чжурчжэнь» неизвестно. В маньчжурском языке слово jušen встречается во многих лексических единицах со значением «раб», «крепостной». Например, jušen halangga niyalma — «маньчжурский крепостной» буквально означает «человек из клана чжурчжэней». Во многие другие языки этноним «чжурчжэни» проник через монгольский язык.
В словаре Захарова И. И. «Полный маньчжурско-русский словарь» даёт определение слова чжурчэнь, как сопротивление, непослушание, непокорность.

## История
Возможными предками чжурчжэней могли быть создатели неолитической культуры Хуншань, а также глазковской культуры. Этноним «чжурчжэни» появляется в источниках с X века, после того, как тунгусо-маньчжурское царство Бохай было захвачено киданями. Однако такие сходные названия, как Сушэнь, были известны ещё до нашей эры: они упоминаются в «Книге государства Вэй» и «Книге гор и морей».
До образования империи Цзинь основная масса чжурчжэней проживала родами и племенами. Основной социальной и военной структурой чжурчжэней являлась система мэньань и моукэ (по-чжурчжэньски — мингань и мукэ). Мэнъань состоял из 1000 дворов, а моукэ — из 100. В военном плане мэнъань был отрядом воинов племени или нескольких родов, а моукэ — одного рода или его части. Несмотря на полукочевой образ жизни, чжурчжэни обычно проживали в городах. На территории современного Приморского края России чжурчжэни кочевали по сезону.
Государство чжурчжэней (ancun gurun по-чжурчжэньски, aisin gurun по-маньчжурски) существовало с 1115 по 1234 год. Монгольская экспансия положила конец существованию чжурчжэньской империи — война шла более 20 лет (1210—1234). В начале XV века чжурчжэнь по имени Ишиха совершил в интересах Минского Китая разведывательные экспедиции по Амуру и Сунгари. На Амуре были установлены стелы, которые являются до сих пор одним из важнейших памятников чжурчжэньской письменности. С XVII века чжурчжэни фигурируют в китайских источниках как маньчжуры.

## Потомки
Дючеры, с которыми Хабаров и другие русские первопроходцы повстречались на среднем Амуре в 1640-х годах, считаются многими историками подгруппой чжурчжэней, или же группой, родственной им.
Потомками чжурчжэней также являются маньчжуры, нанайцы, удэгейцы, эвены. Чжурчжэнями также называли эвенков, дауров, солонов, нивхов. Как полагают исследователи, к чжурчжэням восходит бурятский род жунжен (чжунчен, жунжэн, джунджэн), отмеченный в составе селенгинских бурят, в частности в составе атаганов. Согласно альтернативному мнению, жунжены — осколок жужаней. В Монголии зарегистрированы немногочисленные представители рода чжурчжэнь (зүрчид, зөрчид, зурчид). По данным монгольского летописца Санан-Сэцэна, часть чжурчжэней вошла в состав монголов ещё во времена Чингисхана.